# Kraj Lesa
Kraj Lesa (Russisch: Край Леса), op topografische kaarten ook gespeld als Kraj Lesov (Край Лесов) of Krajles (Крайлес), is een voormalige nederzetting in het noordoosten van de oeloes Nizjnekolymski in het noordoosten van de Russische autonome republiek Jakoetië. De plaats lag aan oostzijde van het eiland Marchajanovski, aan de westkust van de zijarm Berjozkina (tegenover het eilandje Oetiny Kljoeb) van de Stenige Kolyma (Podkamennaja Kolyma), een van de hoofdarmen van de Kolyma in haar delta. Kraj Lesa betekent 'bosgrens'. De plaats ligt namelijk op de plek waar de taiga overgaat in de toendra; hier groeit het noordelijkste of in elk geval een van de noordelijkste stukjes bos (lariksen) van Rusland.
De plaats bestond reeds in de jaren 1940. Mogelijk werd ze net als Michalkino door Goelagdwangarbeiders tijdens de Tweede Wereldoorlog aangelegd als kleine overslaghaven voor zee- op riviertransport. In de jaren 1960 werd het postagentschap dat hier vanaf de jaren 1940 functioneerde formeel opgeheven in verband met de opheffing van de plaats.
Bestuurlijk centrum: Tsjerski

Ambartsjik · Androesjkino · Dve viski · Jermolovo · Kolymskoje · Krestovaja · Michalkino · Nizjnekolymsk · Petoesjki(†) · Pochodsk · Timkino · Tsjoekotsjja